# Базаровский сельский округ
Базаровский сельский округ — упразднённая административно-территориальная единица, существовавшая на территории Каширского района Московской области в 1994—2006 годах.
Базаровский сельсовет был образован 14 июня 1954 года в составе Каширского района Московской области путём объединения Аладьинского и Кокинского с/с.
25 сентября 1958 года к Базаровскому с/с были присоединены селения Барабаново, Гладкое, Злобино, Наумовское, Новосёлки, Романовское, Руднево, Семенково-1 и Суханово упразднённого Рудневского с/с.
21 мая 1959 года из Колтовского с/с в Базаровский было передано селение Зендиково.
20 августа 1960 года селения Барабаново, Гладкое, Злобино, Наумовское, Новосёлки, Романовское, Руднево, Семенково и Суханово были переданы из Базаровского с/с в Барабановский с/с.
1 февраля 1963 года Каширский район был упразднён и Базаровский с/с вошёл в Ступинский сельский район. 11 января 1965 года Базаровский с/с был возвращён в восстановленный Каширский район.
5 февраля 1975 года в Базаровском с/с было упразднено селение Дыдылево.
23 июня 1988 года в Базаровском с/с была упразднена деревня Чернятинские Выселки.
3 февраля 1994 года Базаровский с/с был преобразован в Базаровский сельский округ.
19 мая 2001 года деревня Корыстово Базаровского с/о была присоединена к деревне Корыстово Колтовского с/о.
9 августа 2001 года в административный центр Базаровского с/о посёлок Каширской птицефабрики, а также деревня Зендиково и Мицкое были присоединены к посёлку Зендиково. При этом центром Базаровского с/о стал посёлок Зендиково.
В ходе муниципальной реформы 2004—2005 годов Базаровский сельский округ прекратил своё существование как муниципальная единица. При этом деревня Сорокино была передана в городское поселение Кашира, деревня Грабченки — в городское поселение Ожерелье, а остальные населённые пункты — в сельское поселение Базаровское.
29 ноября 2006 года Базаровский сельский округ исключён из учётных данных административно-территориальных и территориальных единиц Московской области.

## Состав сельского поселения
В состав сельского поселения входили 16 населённых пунктов двух упразднённых административно-территориальных единиц — Базаровского и Барабановского сельских округов:
- посёлок Зендиково;
- деревни Аладьино, Базарово, Барабаново, Верзилово, Гладкое, Злобино, Кокино, Наумовское, Пятница, Романовское, Руднево, Семенково, Суханово, Тимирязево, Ягодня.